# بنائية (إنشاء)
البنائية أو قابلية البناء (بالإنجليزية: Buildability)‏ هي إلى أي مدى يخدم تصميم ما لمبنى مخطط لإنشائه عملية بنائه والاستفادة منه.